# Nadleśnictwo Bardo Śląskie
Nadleśnictwo Bardo Śląskie – jednostka organizacyjna Lasów Państwowych podległa Regionalnej Dyrekcji Lasów Państwowych we Wrocławiu. Siedziba nadleśnictwa znajduje się w Bardzie, w powiecie ząbkowickim, w województwie dolnośląskim.
Nadleśnictwo obejmuje części powiatów ząbkowickiego i kłodzkiego oraz niewielkie fragmenty powiatów dzierżoniowskiego w województwie dolnośląskim i nyskiego w województwie opolskim.

## Historia
Na mocy dekretu Polskiego Komitetu Wyzwolenia Narodowego z 12 grudnia 1944 utworzono nadleśnictwa Bardo i Kamieniec. W 1973 połączono nadleśnictwa Bardo, Kamieniec i Henryków, tworząc Nadleśnictwo Bardo Śląskie. 1 stycznia 1989 odłączono obręb Henryków, odtwarzając Nadleśnictwo Henryków.

## Ochrona przyrody
Na terenie nadleśnictwa znajdują się dwa rezerwaty przyrody:
- Cisowa Góra
- Cisy.

## Drzewostany
Typy siedliskowe lasów nadleśnictwa (z ich udziałem procentowym):
- las górski 82,9%
- las wyżynny 14,5%
- bór górski 0,8%
- las łęgowy wyżynny 0,8%
- las łęgowy górski 0,4%
- bór wyżynny 0,3%
- ols 0,3%

Gatunki lasotwórcze lasów nadleśnictwa (z ich procentowym udziałem powierzchniowym):
- świerk 32,56%
- buk 28,04%
- dąb 14,27%
- sosna 8,63%
- modrzew 4,93%
- jawor 3,94%
- olcha 1,57%
- jesion 1,40%
- jodła 1,14%
- brzoza 1,11%
- lipa 1,08%
- daglezja 1,01%
- inne 0,32%

Przeciętna zasobność drzewostanów nadleśnictwa wynosi ponad 301 m³/ha, a przeciętny wiek 75 lat.